# Berrys Creek
Berry's Creek (auch: Berrys Creek, Berry Creek) ist ein Nebenfluss des Hackensack River in den New Jersey Meadowlands in Bergen County, New Jersey. Das Einzugsgebiet umfasst eine höchst diverse Palette von Feuchtgebieten, Marschland und von Tierwelt. Der Fluss verläuft durch eine dicht besiedelte Region und war im 19. und 20. Jahrhundert heftiger industrieller Gewässerverschmutzung ausgesetzt. Im 20. Jahrhundert verklappten mehrere Firmen giftige Chemikalien in den Fluss und bis heute sind die Chemikalien im Sediment vorhanden. Der Fluss hat die höchste Konzentration von Methylquecksilberverbindungen von allen Süßwassersedimenten weltweit. Teile des Einzugsgebiets wurden in das Superfund-Programm aufgenommen und Ende des 20. Jahrhunderts begannen Säuberungsaktionen.

## Geschichte
Der Fluss wurde nach Major John Berry benannt, einem frühen britischen Siedler und stellvertretenden Gouverneur von New Jersey. Die Besiedlung von New Jersey durch europäische Kolonisten begann im 17. Jahrhundert. Zunehmende Besiedlung im frühen 19. Jahrhundert wurde begleitet durch landschaftliche Veränderungen durch die Menschen, vor allem in den Hackensack Meadowlands: Rodungen, Straßenbau, Eisenbahnbau und Entwässerungsgräben, sowie Verfüllung von Feuchtgebieten. Im Zuge der Zweiten industriellen Revolution wurden Schwerindustrie-Anlagen, Speichertanks und Chemieanlagen errichtet. Höher gelegene Gebiete im Einzugsgebiet wurden ab 1900 bebaut. In den 1930ern wurden städtische Abwässer zur Hauptlast der Verschmutzung im Fluss selbst, genauso wie im Hackensack River. Die Abwasserrohre wurden erst in den 1990ern wieder zurückgebaut.
Die Verstädterung der Region nahm nach dem Zweiten Weltkrieg noch zu. Weitere Straßen und Autobahnen wurden gebaut und erweitert, wie der New Jersey Turnpike (1952), und öffentliche Bauwerke errichtet, wie der Meadowlands Sports Complex (1970er). Gezeitentore wurden in den 1960ern errichtet um die Flut zu kontrollieren und diese Bauwerke veränderten die Wasserspiegel und die Fließgeschwindigkeiten, wodurch sich natürlich das Ökosystem stark veränderte. Die Verfüllung von Feuchtgebieten während des 20. Jahrhunderts führte zu einem Verlust von 63 % der Feuchtgebiete im Einzugsgebiet.

## Geographie
Berry's Creek ist im Großen und Ganzen ein von Gezeiten bestimmtes Ästuar, zusammen mit dem Hackensack River. Er entspringt bei den East and West Riser Ditches in Teterboro, von denen ein Teil in der Gemarkung des Flughafens Teterboro liegen. Der Hauptkanal des Flusses verläuft über 4.5 mi (7,2 km) durch das Gebiet der Gemeinden Moonachie und Carlstadt. In East Rutherford bildet der Fluss die Westgrenze von Walden Marsh und vom Meadowlands Sports Complex. Dort mündet der Peach Island Creek, der in den ausgedehnten Feuchtgebieten zwischen dem Hackensack River im Süden und Osten und dem Berrys Creek verläuft. Zuflüsse und Flussabschnitte gehören auch zur Gemeinde Wood-Ridge.
Der Fluss verläuft weiter unter der Route 3 und teilt sich in den Hauptarm und den Teilungslauf Berry's Creek Canal. Dieser wurde 1911 gebaut. Er verläuft schnurgerade durch East Rutherford zum Hackensack River. Der Hauptarm tritt über nach Rutherford und bildet dann die Grenze zwischen Rutherford und Lyndhurst, bis er den Hackensack erreicht.

### Einzugsgebiet
Das Einzugsgebiet des Berry's Creek umfasst eine Fläche von 31 km² (12 mi²), mit 4,1 km² (1,6 mi²) mit Gezeitenströmen und Feuchtgebieten und 10,4 mi² (27 km²) mit dicht bebauten Gebieten. Im Einzugsgebiet liegen zahlreiche kommerzielle Anlagen und Leichtindustrie-Fabriken, Sportanlagen und mehrere geschlossene Deponien, sowie viele Straßen und Autobahnen.
Walden Marsh wurde in den 1980 angrenzend an die Sportanlagen angelegt als Teil des Umweltausgleichs und zum Hochwasserschutz. 2000 gab es 30 Anlagen zum Hochwasserschutz im Gebiet bis zum Zusammenfluss mit dem Hackensack.

## Verschmutzung und Renaturierung

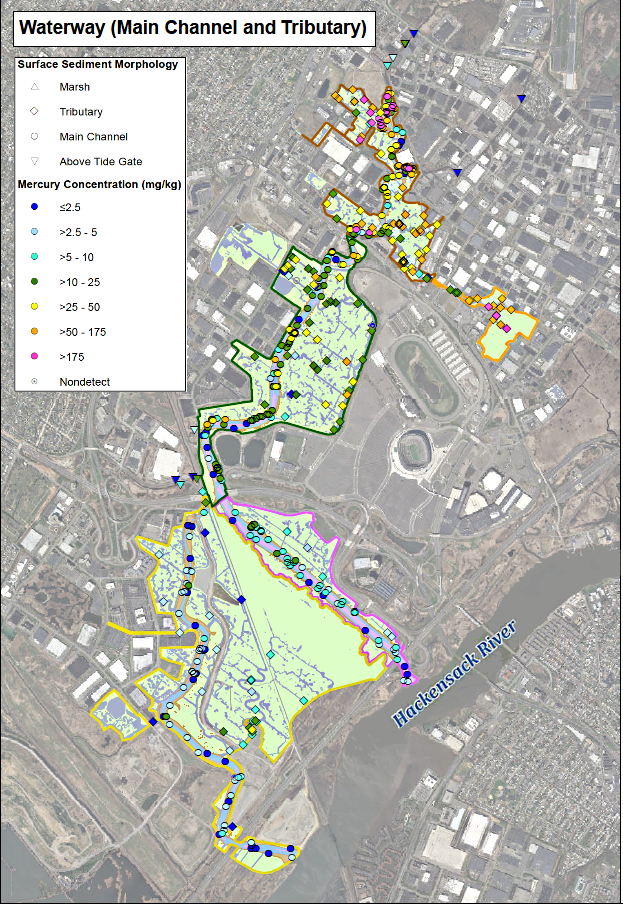
Quecksilberkonzentrationen in oberflächlichen Sedimenten des Berry's Creek.

### Ventron/Velsicol
Zwischen 1929 und 1960 verklappte F.W. Berk and Company, eine Chemiefirma in Wood-Ridge und Carlstadt, ungeklärte Abwässer, zum Teil mit hohen Quecksilberkonzentrationen in den Fluss. 1960 verkaufte Berk seine Grundstücke (16 ha) an Wood Ridge Chemical Corporation, einen Zulieferer der Velsicol Chemical Corporation, und die Verschmutzung dauerte an. In den 1960ern führte das New Jersey Department of Health Abwasser-Tests durch, wobei das Hauptaugenmerk auf konventionellen Schmutzstoffen lag, für welche es gut eingeführte Analysemethoden gab. Einige Schmutzwasserproben wurden tatsächlich auch auf Quecksilber getestet, die Resultate waren jedoch negativ aufgrund unwirksamer Testmethoden. 1968 wurde die Anlage an Ventron verkauft und wieder gingen die Verschmutzungen weiter, obwohl die Firma bereits die Umwelteinflüsse ihrer Abwässer zu untersuchen begann. 1970 testete die neugegründete U.S. Environmental Protection Agency (EPA) das Abwasser und ermittelte tägliche Zuführungen von zwei bis vier pounds (1,8 kg) Quecksilber in den Fluss. Weder der Staat noch die EPA unternahmen rechtliche Schritte gegen die Firma. Die Anlage wurde 1974 eingestellt als Ventron das Anwesen an Robert M. Wolf, eine Baufirma verkaufte.
1976 endlich strengte das New Jersey Department of Environmental Protection (NJDEP; die Nachfolgeorganisation des EPA) eine Gerichtsverfahren gegen Ventron an und gegen andere Firmen, welche gegen den kürzlich verabschiedeten New Jersey Water Quality Improvement Act of 1971 verstießen. Der Staat erließ 1977 ein neues Abwassergesetz (chemical spill law), den Spill Compensation and Control Act und zusätzliche Anklagen unter diesem Gesetz wurden in dem Gerichtsverfahren erhoben. 1983 entschied der New Jersey Supreme Court, dass Ventron und Velsicol gemeinsam für die Umweltschäden verantwortlich seien.
Man hat gemessen, dass der Fluss die höchste Konzentration (zwischen 1 und 2 g/kg Sediment an Methylquecksilber-Verbindungen) weltweit hat, umgerechnet sind dies 268 Tonnen quecksilberverseuchten Giftmülls zwischen 1943 und 1974. Wolf hatte die alte Fabrik von Ventron 1974 abgerissen, aber die vorhandene Verschmutzung blieb bestehen, wodurch das Gebiet unbenutzbar blieb.

### EPA Superfund
Das Bundesgesetz „CERCLA“ wurde vom Kongress der Vereinigten Staaten 1980 verabschiedet, um eine Säuberung von gefährlichen Giftmülldeponien zu ermöglichen. Dieses Gesetz wurde aufgrund von New Jerseys spill cleanup law von 1977 geschaffen. EPA nutzte das neue Gesetz 1983 und 1984, indem das Ventron/Velsicol-Anwesen und zwei nahegelegene Gelände (Scientific Chemical site in Carlstadt und Universal Oil Products site (UOP LLC) in East Rutherford) als Superfund-Gelände ausgewiesen wurden. EPA und NJDEP begannen 1980 mit detaillierten Bestandsaufnahmen und ersten Säuberungsaktionen. 1990 wurde verseuchter Boden als Zwischenlösung abgetragen und ersetzt. aber der Abschluss des Projekts wird noch das erste Viertel des 21. Jahrhunderts andauern. Neben Quecksilber sind alle drei Areale heftig mit PCBs verseucht. Bis 2018  gilt nur die Scientific Chemical Site als „under control“.
Im Oktober 2018 veröffentlichte EPA einen 5.5-jahresplan zur Entfernung oder Versiegelung der Giftmüllgebiete im Fluss und im Einzugsgebiet.

## Fauna & Flora

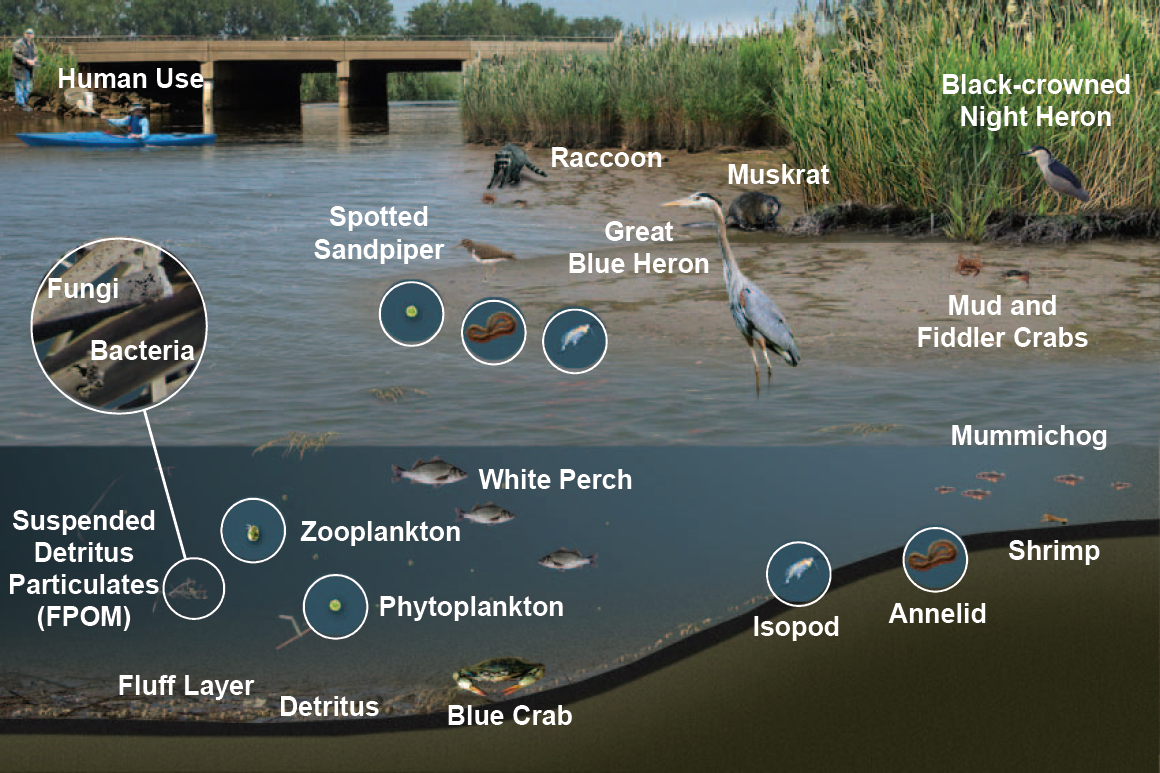
Nahrungskette in Berry's Creek.

Noch um 1900 waren die vorherrschenden Wasserpflanzen Rohrkolben und Atlantic white cedar. Die Zusammensetzung begann sich zu Verändern als 1921 der Oradell Dam am Hackensack River errichtet wurde. Der Damm wurde an der Gezeitengrenze errichtet, wodurch die Salinität von Berry's Creek zunahm. Seither bestand die Marsch-Vegetation hauptsächlich aus Schilfrohr (Phragmites australis).
Berry's Creek beherbergt auch den letzten Nistplatz von Kornweihen (northern harrier) in den Meadowlands und wird von überwinternden Greifvögeln ausgiebig genutzt. 256 Vogelarten wurden ermittelt und das Gebiet ist ein wichtiger Rastplatz auf der Vogelzugroute (Atlantic Flyway).
Wichtige Fischarten in den Meadowlands sind Mummichog (Fundulus heteroclitus), White Perch (Morone americana), Atlantic Silverside (Menidia menidia), Gizzard Shad (Dorosoma cepedianum), Striped Killifish (Fundulus majalis) und Striped Bass (Morone saxatilis). Im November 1991 wurde durch eine Untersuchung an Wasserproben (water sample survey) eine hohe Konzentration an Chrom in den Hepatopancreasen der lokalen Blaukrabbe (Blue Crab, Callinectes sapidus) festgestellt. Das NJDEP hat eine Warnung ausgegeben in der vor dem Sammeln und Essen der Blaukrabben im Berry's Creek, im gesamten Hackensack River-Einzugsgebiet und in der Newark Bay gewarnt wird.